# 岩月大地
岩月 大地（いわつき だいち、1991年8月13日 -）は、東海地方のローカルタレント、ファッションモデル、釣り師。愛知県出身。血液型はA型。身長184cm、体重68kg。南知多町観光大使。

## 来歴
幼少期、父親の影響で釣りを始める。
2011年4月、ファッションモデルとしてキャンベルに所属（2013年3月まで）。
2014年10月、南知多町初となる観光大使「南知多町観光釣り大使」に就任。釣り人のマナー向上や南知多町の観光PRのために活動。
2014年11月より『週刊つりニュース』のAPC(アングラーズペンクラブ)として釣行記事を執筆。
2015年4月より『中日スポーツ』のフィッシングライターとして活動。
2015年7月28日名古屋国際ホテルで開催されたプレミアムディナーショー「ホテルロンリーハート」(主演：島田陽子、伊丹幸雄、小鹿みき)に出演。
2016年10月名古屋の飲食店まかまかグループの運営会社株式会社萌葱代表取締役に就任。
2017年名古屋グルメ選手権NAGO-1（ナゴワン）グランプリで名古屋流味噌鶏ちゃんを考案出品し優勝。
2018年名古屋グルメ選手権NAGO-1（ナゴワン）グランプリで名古屋流極選和牛ステーキ丼を考案大須のステーキハウス５代目橋本とコラボして二連覇。
2019年10月、釣り・料理・バラエティ配信番組制作TEAMまかまか倶楽部を発足、代表に就任。アンバサダーに TikToker森友二を起用YouTubeまかまかチャンネル配信開始。
２０２４年７月31日
まかまかグループ代表解任
株式会社萌葱代表取締役退任
南知多町観光釣り大使削除
２０２４年９月30日
株式会社萌葱退社

## エピソード
出演した『ビッグフィッシング』（サンテレビジョン）では、オール阪神が愛知県の師崎港から出船し、45cmのマダイを釣り上げた。
2015年8月1日に開催された桂由美の50周年記念のグランドコレクションで、桂由美プロデュースの「Dozen Rose Wedding」(12本のバラの結婚式)に出演。東京では爆笑問題の太田夫妻、大阪では神田沙也加が務めた新郎新婦役であるが、名古屋では2015ミス・ユニバース・ジャパン愛知代表の兼子真央と共に務め話題になった。
2015年4月25日に南知多町観光協会主催で第一回岩月大地南知多町観光釣り大使就任記念の釣り大会が日間賀島で開催され、同大会は子供達や保護者の為の無料貸出のライフジャケットも用意し安全意識向上も啓発された大会で、南知多町のゆるキャラ（ミーナ・たこみ・ふぐ吉）やWAHAHA本舗所属のコミックバンド・ポカスカジャン、よしもとクリエイティブエージェンシー所属の芸人・オレンジもゲスト参加した。オレンジの田中哲也が人生初釣りにもかかわらず34cmのアイナメを釣り上げ、中日スポーツにも掲載された。
2016年5月にポカスカジャンが南知多町へ観光イメージソング『会いに来た南知多』を提供。この歌のプロモーションビデオに出演。会いに来た南知多：男の友情編としてテレビ愛知のTVCMの他、YouTubeでも配信されている。
2017年3月6日知多南部消防組合消防署一日消防署長を務めた
2019年12月オール阪神師匠の起用によりcool JAPAN park OSAKAで自身初の吉本新喜劇に挑戦社長秘書役をこなす

## テレビ・ラジオ出演等
- 2014年6月 - 2015年5月、『いわせとみきの金鯱塾』（エフエム愛知）にレギュラー出演[14][15]。
- 2015年5月、『MID Feeling Good Times』（MID-FM）の番組内コーナー「岩月大地のフィッシングクルーズ」(提供：南知多町観光協会)に出演開始[16][17]。
- 『ビッグフィッシング』(サンテレビジョン、2014年9月25日)[9]
- 『フィッシングマスター』(三重テレビ放送、2014年11月28日)[18]
- 『黒ちゃんねる』(テレビ愛知、2015年1月16日）[19]
- 2020年10月より三重テレビ[フィッシングマスター]で準レギュラーとして出演中[20]
- 2022年2月22日NHK総合12時20分～「BENTO EXPO[21]」で自ら出演して、代表を務める創作和風ダイニングまかまか本店[6]の新名古屋天下統一弁当を紹介。海外でも150ヵ国でNHK＋で視聴できます[21]。

## テレビCM出演
- 2015年12月 - 現在放映中 結婚式場 CREER名古屋

## 出版
- 「頑張れデートフィッシング 2012年春」『IKAPLUS』2012年VOL.7 ※イカ釣り専門誌
- 「タコの島日間賀島の絶景ポイント」『TokaiWalker』2012年VOL.7(角川マガジンズ)